# Mirandornithes
Mirandornithes — клада птиц, объеденяющяя отряд поганкообразных и фламингообразных.
Определение родства обеих групп было проблемным. В пределах Neognathae есть много похожих на фламинго птиц из других ветвей эволюции — аистов и уток. С поганками же самые сходные птицы — гагары, которые являются сестринской группой по отношению к поганкам.
Как и фламинго, поганки очень водные птицы, что указывает на то, что вся клада произошла от водных и возможно плавающих предков.